# Малышинская волость

Малышинская волость 1920 год

Малышинская волость (колония Кеппенталь) — Новоузенского уезда Самарской губернии образована из Малышинского округа.

## География
Образована после 1871 на территории бывшего Малышинского колониального округа. На левобережье Волги (у реки Малышевка), к юго-вост. от Покровска. Включала немецкие населенные пункты: Валуевка, Гансау, х. Гергенредер, Гогендорф, Кеппенталь, Лизандергей, Линденау, Медемталь, х. Миллер, Орлов, Остенфельд, Фрезенгейм, хутор Эзау, хутор Эйгенталь. Центр — с. Кеппенталь. Жителей: 1017 (1883), 1019 (1889), 1248 (1900), 1584 (1910), 2319 (1916)
Отведенная меннонитам земля находилась в безводной, безлесной, солончаковой и к хлебопашеству непригодной степи. Западную часть волости пересекал Эльтонский тракт.
Малышинская волость граничила с запада с Тарлыцкой волостью (колония Привальное), с юга с Воскресенской.
Селения: Гогендорф, Лизандерге, Орлов, Остенфельд, Медемталь представляли собой единую улицу.

## История
В 1851 г. теснимым Пруссией меннонитам было разрешено селиться на
юге России. Обстоятельство это побудило Саратовскую Контору иностранных поселенцев возбудить ходатайство поселить часть меннонитов в Новоузенском уезде, близ новых поселений немецких колонистов из коренных колоний, для заведения образцовых, показательных хозяйств. С этой целью было отведено 6500 десятин земли для 100 образцовых хозяйств меннонитов на солевозном тракте.
1 октября 1853 года первая партия меннонитов в 9 семей явилась в колонию Привальная, а 5 октября главный судья Конторы иностранных поселенцев Фрезе передал уполномоченному меннонитов Клаусу Эпп назначенный им участок земли в 6500 десятин.
Перезимовав в Привальной, меннониты весною 1854 года выехали
на отведенный участок и решили заложить первую колонию, по
возможности в середине пашни. В намеченном месте они устроили
колодец, обошедшийся в 120 рублей и давший воду лишь на18-й
сажени. Такая глубина колодца испугала новоселов, и они решили
поселиться у речки Тарлык, на краю надела, основав колонию под
названием Ганс-Ау с наделом в 1609,5 десятины.
Вновь прибывшие меннониты заложили в 1855 году вторую
колонию под названием Кеппенталь с наделом в 1776,2 десятины у
речки Малыш, от которой вся меннонитская волость получила название Малышинской.
В 1858 г. явилась новая партия меннонитов. Часть их приселилась к существовавшим уже колониям, а часть решила поселиться особой колонией. Снова была сделана попытка селиться в середине надела, приступили к рытью колодца, но после 11-ти саженей глины вдруг появился пласт песку в 4 сажени, который с несовершенным для
этого буравом меннониты преодолеть не могли. Ввиду этого и третье поселение, под названием Линденау, было заложено у речки Тарлык с наделом в 1729 десятин.
В 1860 году приступили к основанию 4-й колонии на оставшемся от 6500 десятин участке в 1385,3 десятины, под названием Фрезенгейм.
К августу 1860 года было поселено 84 семьи, ждали ещё 7 семей, уже получивших от прусского правительства разрешение на выезд в Россию.
Между тем группа населения в 100 семейств была слишком незначительна для образования отдельной административной единицы: округа или волости. Причислить же эти поселения к чужому округу, чужой волости значило бы нарушить основные принципы их общинного самоуправления, в борьбе за которое меннониты бросали свои культурные хозяйства и уходили туда, где о6еспечивалось это самоуправление. Ввиду этого уполномоченный новоселов Клаус Эпп воспользовался пребыванием в Саратове ревизора колоний действительного статского советника Миллера и подал ему 11 августа 1860 года обстоятельный доклад о состоянии меннонитских колоний и О том затруднительном положении, в которое они
поставлены в отношении учреждения своего управления. Эпп считает необходимым увеличить меннонитское население до той нормы, при которой оно будет в состоянии образовать и содержать
собственное административное управление. Поэтому Эпп просит ревизора войти с надлежащим представлением об отводе под поселение меннонитов, приходящих в Россию из Пруссии, соседнего
казенного участка в 10 680 дес., оставив, впрочем, часть его для выселения в ближайшем будущем подрастающего молодого поколения. Ходатайство увенчалось полным успехом; просимый участок в 10 680 дес. был отведен, и в 1861 и 1862 годах основаны колонии Гогендорф и Лизандерге.
Остаток же земли в 7315,3 дес. был предназначен для подрастающего поколения и состоял у меннонитов в оброке, с правом распашки лишь восьмой части его. На этот остаток меннониты поселили с 1871 по 1874 гг. 4 колонии: Орлов, Остенфельд, Меденталь и Валуевка.
Таким образом, в одной окружности образовалось 10 колоний меннонитов, из которых составилась волость Малышинская с двумя приходами и молитвенными домами — в Кеппенталь и Орлове.
Введение в 1874 году всеобщей воинской повинности снова всколыхнуло меннонитов, и не только в Поволжье, но и на юге России.
Меннониты стали массами выселяться в Америку, продавая иногдаза бесценок свои культурные подворные участки, так как меннонитские общества, на правах юридических собственников всей надельной земли, разрешали покупку земель одним лишь меннонитам. Отсутствие конкуренции при покупке меннонитами у своих
переселявшихся однообщественников подворных участков вскоре привело к тому, что участки продавать было некомуо Это вызвало ропот среди меннонитов, и общества для расширения круга покупателей разрешили покупать участки помимо меннонитов и остальным колонистам Поволжья. Этим правом воспользовались богатые в то время привалинские колонисты, братья Миллер, и скупили все подворные участки колонии Гансау. В конце 90-х годов братья Миллер продали скупленную землю колонии крестьянам-малороссам.
Таким образом, меннонитских селений Малышинской волости осталось только девять.
К 1 января 1915 года в 9 меннонитских селениях Малышинской волости состояло 1309 душ обоего пола.

## Состав волости
| №  | Населённые пункты (без хуторов) | Население (1889 год) | Население (1910 год) | Преобладающие национальности, вероисповедания | Современное состояние                  |
| -- | ------------------------------- | -------------------- | -------------------- | --------------------------------------------- | -------------------------------------- |
| 1  | село Валуевка                   | 24                   | 84                   | немцы, лютеране и меннониты                   | не существует                          |
| 2  | село Гансау                     | 58                   | 273                  | русские, православные                         | село Новая Каменка, Энгельсский район  |
| 3  | село Гогендорф                  | 143                  | 117                  | немцы, меннониты                              | часть села Калинино, Энгельсский район |
| 4  | село Кёппенталь                 | 147                  | 311                  | немцы, меннониты и лютеране                   | село Кирово, Энгельсский район         |
| 5  | село Лизандергей                | 128                  | 139                  | немцы, меннониты                              | село Калинино, Энгельсский район       |
| 6  | село Линденау                   | 165                  | 243                  | немцы, меннониты                              | не существует                          |
| 7  | село Медемталь                  | 97                   | 247                  | немцы, лютеране и меннониты                   | не существует                          |
| 8  | село Орлов                      | 85                   | 170                  | немцы, лютеране                               | село Калинино, Краснокутский район     |
| 9  | село Остенфельд                 | 115                  | 149                  | немцы, меннониты                              | село Ворошилово, Краснокутский район   |
| 10 | село Фрезенгейм                 | 94                   | 127                  | немцы, меннониты                              | не существует                          |